# Luobowan Grab Nr. 1
Luobowan Grab Nr. 1 (chinesisch 蘿蔔灣一號墓 / 罗泊湾一号墓, Pinyin Luóbōwān yīhào mù) ist ein Grab aus dem Nan-Yue-Reich zu Anfang der Westlichen Han-Dynastie in Guigang, dem ehemaligen Kreis Gui (贵县 „Guixian“), im chinesischen Autonomen Gebiet Guangxi der Zhuang. Zu den reichhaltigen Grabbeigaben aus Bronze zählen unter anderem ein Glockenspiel aus Niu-Glocken (niǔ 钮) und die im Chinesischen Nationalmuseum aufbewahrte Bronzetrommel der Dong-Son-Kultur, musikinstrumentenkundlich ein Kesselgong (chinesisch tónggǔ 铜鼓, allgemein Gong luó 锣).

## Funde aus Luobowan

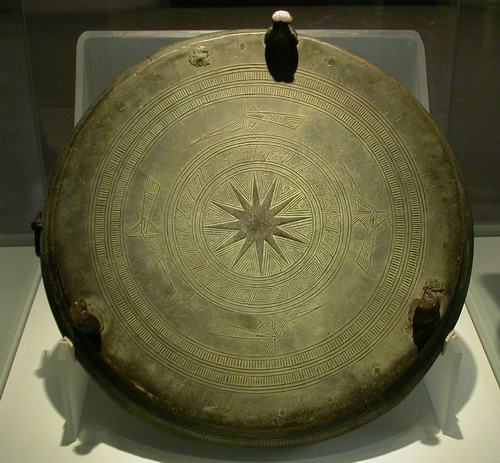
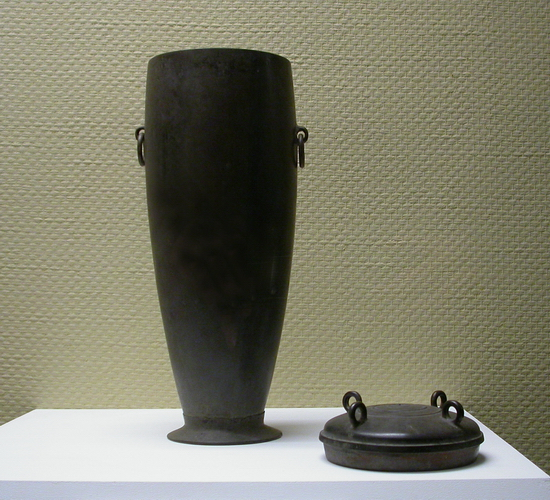
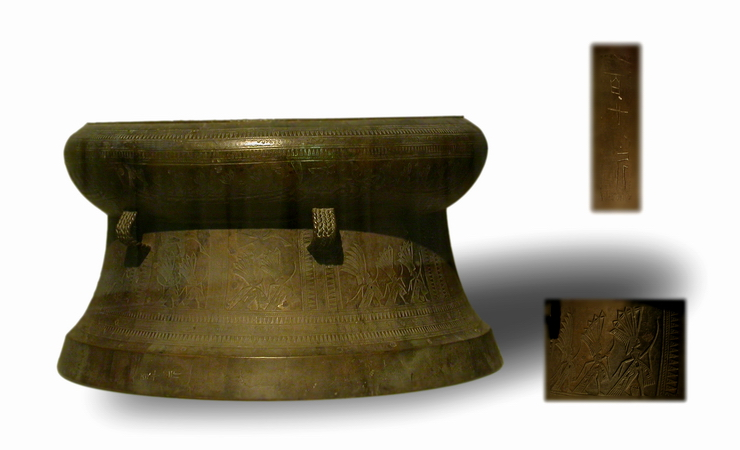
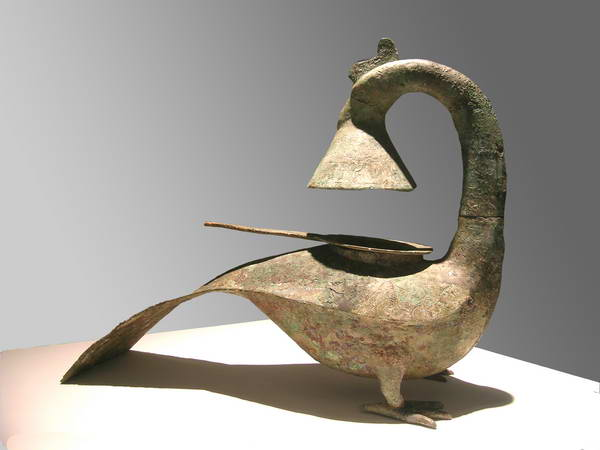
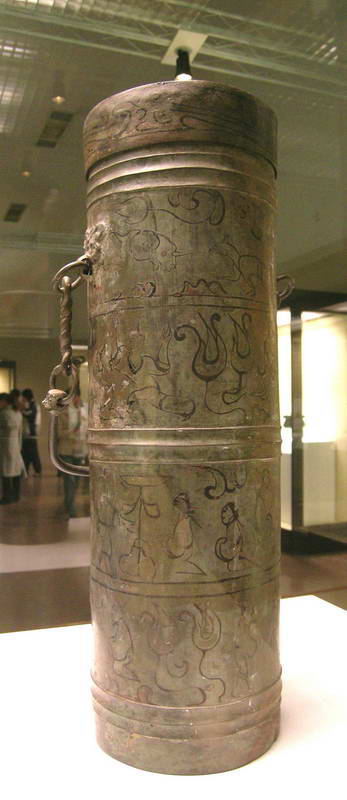